# Мошурівська сільська рада
Мошу́рівська сільська́ ра́да — колишня адміністративно-територіальна одиниця та орган місцевого самоврядування в Тальнівському районі Черкаської області. Адміністративний центр — село Мошурів.

## Загальні відомості
- Населення ради: 2 015 осіб (станом на 2001 рік)

## Населені пункти
Сільській раді були підпорядковані населені пункти:
- с. Мошурів

## Склад ради
Рада складалась з 16 депутатів та голови.
- Голова ради: Пономаренко Наталія Петрівна
- Секретар ради: Андрошенко Тетяна Никодимівна

### Керівний склад попередніх скликань
| Прізвище, ім'я, по батькові  | Основні відомості                                                                                  | Дата обрання | Дата звільнення |
| ---------------------------- | -------------------------------------------------------------------------------------------------- | ------------ | --------------- |
| Пономаренко Наталія Петрівна | Сільський голова, 1964 року народження, освіта вища, член Всеукраїнського об'єднання «Батьківщина» | 26.03.2006   | 31.10.2010      |
| Пономаренко Наталія Петрівна | Сільський голова, 1964 року народження, освіта вища, член Всеукраїнського об'єднання «Батьківщина» | 31.10.2010   |                 |

Примітка: таблиця складена за даними сайту Верховної Ради України

### Депутати
За результатами місцевих виборів 2010 року депутатами ради стали:

#### За суб'єктами висування
| Суб'єкт висування | Кількість обраних депутатів | %    |
| ----------------- | --------------------------- | ---- |
| Самовисування     | 15                          | 93,8 |
| Партія регіонів   | 1                           | 6,3  |

#### За округами
| № округу        | Прізвище, ім'я, по батькові    | Дата визнання обраним | Освіта             | Партійна приналежність | Відомості про обраного депутата                                          |
| --------------- | ------------------------------ | --------------------- | ------------------ | ---------------------- | ------------------------------------------------------------------------ |
| Партія регіонів |                                |                       |                    |                        |                                                                          |
| 11              | Ящук Алла Петрівна             | 20.08.2013            | вища               | член Партії регіонів   | Мошурівська ЗОШ І-ІІІ ст., вчитель                                       |
| Самовисування   |                                |                       |                    |                        |                                                                          |
| 1               | Редько Назар Петрович          | 03.11.2010            | незакінчена вища   | позапартійний          | Тальнівський РЕМ, електро-монтер                                         |
| 2               | Гаргат Андрій Васильович       | 03.11.2010            | середня спеціальна | позапартійний          | с. Мошурів, настоятель парафії                                           |
| 3               | Андрошенко Тетяна Никодимівна  | 03.11.2010            | середня спеціальна | позапартійна           | Мошурівська сільська рада, секретар                                      |
| 4               | Шевченко Надія Іванівна        | 03.11.2010            | середня            | позапартійна           | тимчасово не працює                                                      |
| 5               | Масловська Ніна Василівна      | 03.11.2010            | середня            | позапартійна           | ДНЗ"Барвінок", бухгалтер                                                 |
| 6               | Караюз Алла Степанівна         | 03.11.2010            | вища               | позапартійна           | Мошурівська сільська рада, зав. ВОБ                                      |
| 7               | Шкода Світлана Іванівна        | 03.11.2010            | вища               | позапартійна           | Мошурівська загальноосвітня школа, заступник директора з виховних роботи |
| 8               | Мовчан Лариса Василівна        | 10.01.2011            | вища               | член Партії регіонів   | тимчасово не працює                                                      |
| 9               | Ключко Марія Вікторівна        | 03.11.2010            | середня спеціальна | позапартійна           | Мошурівська дільнична лікарня, медична сестра                            |
| 10              | Москаленко Тарас Андрійович    | 20.08.2013            | вища               | позапартійний          | тимчасово не працює                                                      |
| 12              | Пономаренко Петро Васильович   | 03.11.2010            | середня            | позапартійний          | Мошурівська загальноосвітня школа, завгосп                               |
| 13              | Нишпора Іван Степанович        | 03.11.2010            | вища               | позапартійний          | Мошурівський консервний завод, начальна автотранспортної дільниці        |
| 14              | Петренко Сергій Миколайович    | 03.11.2010            | вища               | позапартійний          | приватний підприємець                                                    |
| 15              | Давиденко Василь Парфентійович | 03.11.2010            | середня спеціальна | позапартійний          | КП «Темп», директор                                                      |
| 16              | Тараненко Майя Іванівна        | 03.11.2010            | вища               | позапартійна           | Мошурівська загальноосвітня школа, секретар                              |